# Mobil 1

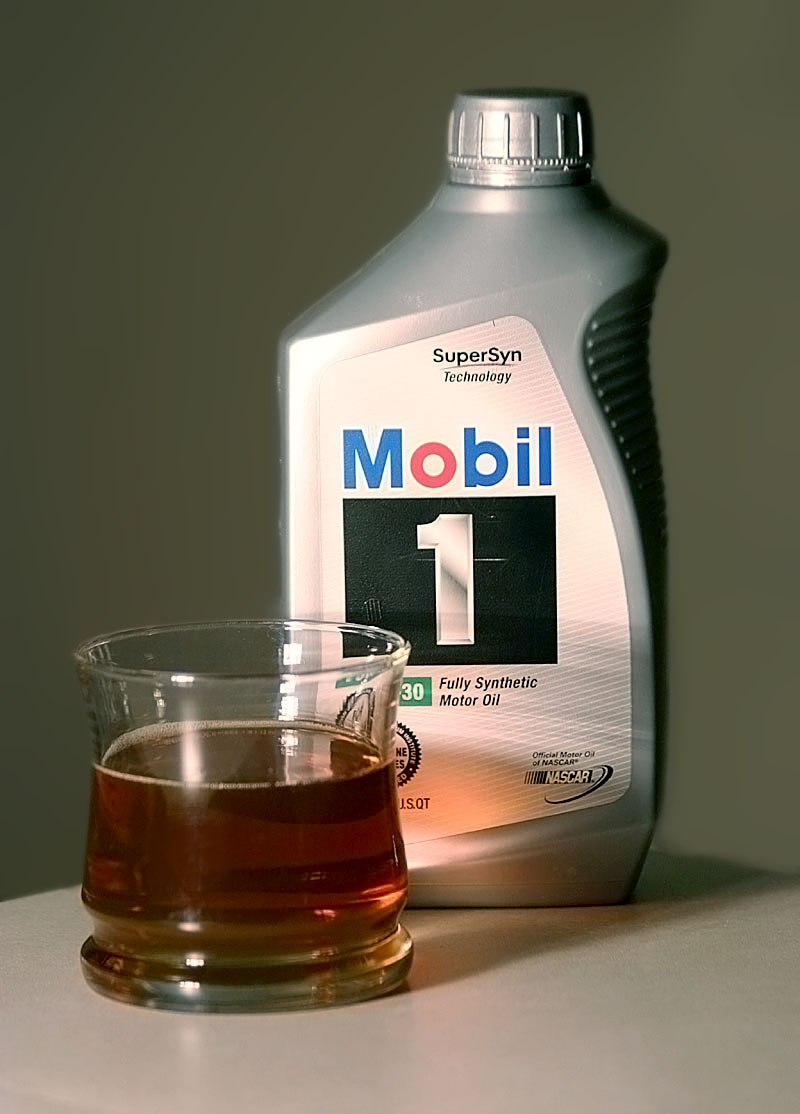
Mobil 1 Motoröl und entsprechende Verpackung

Mobil 1 ist eine Marke, die ursprünglich vom Mineralölkonzern Mobil Oil entwickelt wurde und seit dem Zusammenschluss mit Exxon von ExxonMobil vertrieben wird.
Die Marke wurde 1974 als vollsynthetisches Motoröl 5W-20 eingeführt und für eine Laufleistung von bis zu 25.000 Meilen respektive rund 40.000 km beworben. Später wurde die Empfehlung für die Laufleistung weggelassen und das Produkt auch für andere Viskositäten überarbeitet. 2002 wurde von Mobil 1 die „SuperSyn“-Technologie vorgestellt, wodurch die Abnutzung verringert werden sollte. Durch die 2005 vorgestellte sogenannte „Extended Performance“ soll diese Technologie weiter verbessert werden.
Neben Motoröl werden unter der Marke auch Ölfilter, Schmiermittel, Getriebeöl und Schmiermittel für Getriebe vertrieben.

## Sponsoring
Mobil 1 ist ein wichtiger Langzeitpartner der Formel-1-Rennställe McLaren (1995–2016) und Red Bull (seit 2017) sowie von Penske Racing in der Indy Racing League und NASCAR. Neben der Lieferung von Schmierstoffen an Red Bull ist Mobil 1 ein wichtiger Sponsor in der Formel 1, zum Beispiel als Sponsor des Großen Preises von Deutschland von 1987 bis 2006 und des Großen Preises von Frankreich von 1998 bis 2005.